# Prós e Contras
Prós e Contras foi um programa televisivo de debate que passa na RTP1. Teve quase 2 horas de duração, e servia para debater os temas mais importantes da actualidade de Portugal. Foi uma janela aberta sobre a sociedade portuguesa, respeitando a diversidade de opiniões e a representação democrática, mas fora da lógica das organizações partidárias. O Prós e Contras teve início no dia 14 de outubro de 2002 e terminou no dia 28 de setembro de 2020.
Foi apresentado por Fátima Campos Ferreira.

## Alguns temas abordados neste programa

### 2002
| #   | Dia de exibição         | Tema abordado                                      | Convidados |
| --- | ----------------------- | -------------------------------------------------- | --- |
| 1º  | 14 de outubro de 2002   | Os Portugueses são pouco produtivos?               | Belmiro de Azevedo, Garcia Pereira, Dias Loureiro, Ludgero Marques, Ricardo Sá Fernandes e João Proença.                                        |
| 2º  | 21 de outubro de 2002   | Lisboa deve ter um casino                          | Pedro Santana Lopes, Mário Assis Ferreira, Nicolau Breyner, Eduardo Prado Coelho, Miguel Portas e Miguel Graça Dias                             |
| 3º  | 28 de outubro de 2002 - | Os hospitais vão melhorar com a gestão privada?    | Luís Filipe Pereira, Eduardo Barroso, Manuel Antunes, Maria de Belém Roseira, Francisco Louçã e Pedro Dias Alves                                |
| 4º  | 4 de novembro de 2002   | Portugal corre risco de domínio espanhol?          | Miguel Galvão Telles, Jaime Nogueira Pinto, Joaquim Pina Moura, João César das Neves, António Carrapatoso e Joaquim Ferreira do Amaral.         |
| 5º  | 11 de novembro de 2002  | As forças políticas defendem-nos bem?              | Ângelo Correia, Tomé Pinto, Jorge Coelho, António Filipe, Romeu Francês e João Nabais                                                           |
| 6º  | 18 de novembro de 2002  | Em Portugal é difícil apurar culpados?             | Luís Saldanha Sanches, Odete Santos, António Pinto Pereir, António Costa, Daniel Proença de Carvalho e Laborinho Lúcio                          |
| 7º  | 25 de novembro de 2002  | A família tradicional é o modelo ideal?            | António Pires de Lima (gestor empresarial), Paula Teixeira da Cruz, António Vaz Pinto, Ana Drago, Miguel Vale de Almeida e Clara Pinto Correia. |
| 8º  | 2 de dezembro de 2002   | O combate à pedofilia exige medidas radicais?      | Manuela Ramalho Eanes, António Pires de Lima (advogado), Inês Pedrosa, Carlos Amaral Dias, Catalina Pestana e Fernando Madrinha                 |
| 9º  | 9 de dezembro de 2002   | Greve geral: sim ou não?                           | Octávio Teixeira, Ernesto Cartaxo, Vitor Ramalho, Luís Pais Antunes, Francisco Saarsfield Cabral, Rosado Fernandes e Carvalho da Silva          |
| 10º | 16 de dezembro de 2002  | Tomamos medidas certas para combater os acidentes? | Manuel João Ramos, José Manuel Trigoso, Armando Vara, Ten. Rui Alves Martins, António Lemonde Macedo e José Pinto da Costa                      |

### 2003
| #   | Dia de exibição         | Tema abordado                                         | Convidados |
| --- | ----------------------- | ----------------------------------------------------- | --- |
| 11º | 6 de janeiro de 2003    | 2003 vai ser um ano bom ou mau?'                      | Pacheco Pereira, Manuel Maria Carrilho, Rui Rio, Fernando Rosas, Medina Carreira e Rúben de Carvalho                              |
| 12º | 13 de janeiro de 2003   | Portugal deve apoiar os EUA no conflito com o Iraque? | Freitas do Amaral, Luís Delgado, Nuno Severiano Teixeira, Vasco Rato, Loureiro dos Santos e Duarte Lima                           |
| 13º | 20 de janeiro de 2003   | O futebol português precisa de um código de ética?    | Luís Tadeu, José Manuel Delgado, Pôncio Monteiro, Fernando Pedrosa, Rui Santos e Adriano Afonso                                   |
| 14º | 27 de janeiro de 2003   | Estamos a educar bem os nossos filhos?                | David Justino, Ana Benavente, Carlos Reis, António Vitorino de Almeida, Clara Ferreira Alves e Nuno Crato                         |
| 15º | 3 de fevereiro de 2003  | Deve o Estado controlar mais os programas de TV?      | Maria Barroso, Augusto Santos Silva, Telmo Correia, Maria Elisa Domingues, Vicente Jorge Silva e Eduardo Cintra Torres            |
| 16º | 10 de fevereiro de 2003 | Há uma crise de valores na sociedade portuguesa?      | Maria de Lurdes Pintasilgo, Boaventura Sousa Santos, Rosário Carneiro, José Barata-Moura, Vitor Melícias e Helena Sacadura Cabral |
| 17º | 17 de fevereiro de 2003 | Política económica na origem da crise social?'        | Eduardo Catroga, Elisa Ferreira, Jorge Neto, Luís Nazaré, Pedro Ferraz da Costa e Bernardino Soares                               |
| 18º | 24 de fevereiro de 2003 | Há uma obsessão anti-americana na Europa?             | Ana Gomes, Luís Filipe Menezes, Miguel Portas, Daniel Proença de Carvalho, Viriato Soromenho Marques e José Manuel Fernandes      |
| 19º | 1 de março de 2003      | A guerra no Iraque está a ser bem conduzida?          | João de Deus Pinheiro, Loureiro dos Santos, Fernando Seabra, Eduardo Cintra Torres, Fernando Madrinha e Carlos Amaral Dias        |
| 20º | 10 de março de 2003     | A igualdade entre homens e mulheres                   | Maria José Nogueira Pinto, Helena Roseta, Rita Ferro, Maria de Belém Roseira, Maria Amélia Paiva e Maria Antónia Palla            |
| 21º | 17 de março de 2003     | Governo resolve os problemas dos portugueses?         | Nuno Morais Sarmento, António Costa, Telmo Correia, Lino de Carvalho, Miguel Beleza e João Ferreira do Amaral                     |
| 22º | 24 de março de 2003     | Intervenção no Iraque pode significar fim da ONU?     | Adriano Moreira, José Cutileiro, Duarte Lima, Manuel Maria Carrilho, Mário Bettencourt Resendes e Paulo Teixeira Pinto            |
| 23º | 31 de março de 2003     | A guerra está a ser bem ou mal conduzida?             | Fernando Seabra, Fernando Madrinha, João de Deus Pinheiro, Eduardo Cintra Torres, Carlos Amaral Dias e Loureiro dos Santos        |

- 23º programa - 4 de abril de 2003 - Podemos confiar nas medicinas alternativas? com João de Deus, Pedro Choy, Manuel Pedro Magalhães, José Faro, Isabel do Carmo e Francisco Varatojo.
- 24º programa - 14 de março de 2003 - Estamos a construir um sistema fiscal mais justo? com Vasco Valdês, Ricardo Sá Fernandes, António Lobo Xavier, Saldanha Sanches, Manuel Porto e Octávio Teixeira.
- 25º programa - 21 de abril de 2003 - A religião tem acompanhado a evolução da sociedade? com João Soares, Frei Bento Domingues, João Caraça, Carlos Azevedo, Maria Belo e David Munir.
- 26º programa - 27 de maio de 2003 - O poder local serve bem os cidadãos? com Camilo Lourenço, Maria José Morgado, Helena Roseta, Narciso Miranda, Fernando Seara e Barbosa de Melo.
- 27º programa - 17 de junho de 2003 - Alimentação, saúde, beleza: estamos no bom caminho? com Rui Marques, José Mendia, José Maria Tallon, João David Nunes, Isabel Leal e Manuel Oliveira Carrageta.
- 28º programa - 24 de junho de 2003 - Estamos a reunir condições para o sucesso do Euro 2004? com António Mexia, Vasco Lynce, José Luís Arnault, Luís Fazenda, Fernando Mota e António Nogueira Leite.
- 29º programa - 1 de julho de 2003 - Esta é a reforma que a Administração Pública precisa? com Luís Valadares Tavares, Diogo Vaz Guedes, Alberto Martins, João Proença, Carvalho da Silva e Garcia Pereira.
- 30º programa - 8 de julho de 2003 - Estado da Nação: estamos no bom caminho? com António Borges, António Pires de Lima (gestor empresarial), Luís Marques Mendes, Ruben de Carvalho, Elisa Ferreira e Guilherme Oliveira Martins.

- 31º programa - 6 de Outubro de 2003 - Pontificado do Papa João Paulo II com a presença de Bagão Félix, Dom Manuel Clemente, Eduardo Prado Coelho, Clara Ferreira Alves, Fernando Santos, Aura Miguel e Dom José Saraiva Martins
- 32º programa - 13 de Outubro de 2003 - Propinas com a presença de José Tribolet, Adriano Pimpão, José Barata Moura, António Vigário e Augusto Santos Silva.
- 33º programa - 20 de Outubro de 2003 - Campanha antitabagismo
- 34º programa - 28 de Outubro de 2003 - Benfica com a presença de António Pedro Vasconcelos, António Figueiredo, Sílvio Cervan, José Ribeiro e Castro, Manuel Lopo de Carvalho e Medeiros Ferreira.
- 35º programa - 3 de Novembro de 2003 - Constituição Europeia com a presença de Cruz Vilaça, Vitor Martins, Vasco Graça Moura, Jorge Miranda, Adriano Moreira e Jaime Gama.
- 36º programa - 10 de Novembro de 2003 - Imagem Externa de Portugal com a presença de Madalena Torres, José Teotonio, Tiago Pitta e Cunha, Henrique Neto,  Maestro Antonio Vitorino de Almeida e André Jordan.
- 37º programa - 18 de Novembro de 2003 - Fogos Florestais
- 38º programa - 24 de Novembro de 2003 - Médicos com a presença de Cruz Vilaça, Vitor Martins, Vasco Graça Moura, Jorge Miranda, Adriano Moreira e Jaime Gama.
- 39º programa - 2 de Dezembro de 2003 - Terrorismo com a presença de Vasco Rato, General Leonel de Carvalho, Telmo Correia, General Loureiro dos Santos, José Cutileiro e Rui Pereira.
- 40º programa - 8 de Dezembro de 2003 - Cultura com a presença de Pedro Roseta, Rui Vilar, Zita Seabra, Manuel Maria Carrilho, Maria João Seixas e Miguel Lobo Antunes.
- 41º programa - 15 de Dezembro de 2003 - Imigração com a presença de Padre Vaz Pinto, Gabriel Catarino, Feliciano Barreiras Duarte, Pedro Bacelar de Vasconcelos, António Filipe e José Leitão.
- 42º programa - 6 de Janeiro de 2004 - Perspectivas para 2004 com a presença de Miguel Beleza, Telmo Correio, Dias Loureiro, José Sócrates, Francisco Louçã e Silva Lopes.
- 43º programa - 12 de Janeiro de 2004 - Interioridade com a presença de Fernando Ruas, Miguel Relvas, Luís Ramos, Ludgero Marques , Braga da Cruz e Valter Ramos.
- 44º programa - 19 de Janeiro de 2004 - Aborto com a presença de José Paulo Carvalho, Madalena Simas, António Pinheiro Torres, Luisa Mesquita, Ana Benavente e João Teixeira Lopes.
- 45º programa - 27 de Janeiro de 2004 - Segredo de Justiça e Liberdade de Informação com a presença de Alfredo Maia, Rui Pereira, Eduardo Maia Costa, José Miguel Júdice, Proença de Carvalho e Paulo Rangel.
- 46º programa - 2 de Fevereiro de 2004 - Exercício Físico com a presença de José Neto, Seabra Gomes, Joaquim Fonseca Esteves, Fernando Póvoas, Domingos Gomes e Carlos Paula Cardoso.
- 47º programa - 9 de Fevereiro de 2004 - Situação Económica com a presença de Fernando Ulrich, João Talone, António Borges, Pina Moura, António Almeida e Campos e Cunha.
- 48º programa - 16 de Fevereiro de 2004 - Turismo com a presença de Helder Martins, Luís Correia da Silva, Rui Alegre, André Jordan, Atílio Forte e Vitor Neto.
- 49º programa - 8 de Março de 2004 - Educação com a presença de Luís Villas-Boas, João César Neves, Laurinda Alves, Eduardo Sá, Miguel Vale de Almeida e Maria Emília Brederode.
- 50º programa - 15 de Março de 2004 - Os Três Dias que Mudaram a Espanha com a presença de Manuel Alegre, Adriano Moreira, Rui Pereira, Vasco Rato, António Pires de Lima, Almirante Nuno Vieira Matias, José Manuel Fernandes, Mário Bettencourt Resendes, João Marcelino e Carlos Cáceres Monteiro.
- 51º programa - 22 de Março de 2004 - Psicologia do Terrorismo com a presença de António Martins da Cruz, José Medeiros Ferreira, Nuno Severiano Teixeira, Jaime Nogueira Pinto, Borges Coelho, Carlos Amaral Dias, Maria do Céu Pinto e Karim Abdul Vakil.
- 52º programa - 29 de Março de 2004 - Serviço Público de Televisão com a presença de Almerindo Marques, Jorge Lacão, Manuela Melo, Pedro Soares Moura, Pedro Duarte, Eduardo Cintra Torres, José Manuel Fernandes, Miguel Gaspar e Rui Cádima.
- 53º programa - 5 de Abril de 2004 - Florestas com a presença de Sevinate Pinto, José Lupi Caetano, Aristídes Cécio, Capoulas Santos, Francisco Castro Rego, Lino de Carvalho, Elisa Maria Évora, Ana Isabel Mendes, Carlos Cupertino e Carvalho Guerra.
- 54º programa - 12 de Abril de 2004 - Abandono Escolar com a presença de David Justino, Joaquina Cadete, António Ponces de Carvalho, Carvalho da Silva, Domingos Fernandes e Manuel Patrício.
- 55º programa - 19 de Abril de 2004 - 25 de Abril com a presença de António Costa Pinto, Morais Sarmento, Carlos Brito, Pedro Magalhães, Luís de Sousa, Hélia Neves, Coronel Vasco Lourenço, Coronel Otelo Saraiva de Carvalho, Ribeiro Mendes e Carlos Beato.
- 56º programa - 26 de Abril de 2004 - Os desafios de Portugal na hora do Alargamento com a presença de António Carrapatoso, Jorge Black, Francisco Sarsefield Cabral, João Cravinho, Octávio Teixeira, Jorge Neto, André Freire, António Andrade Tavares, João de Deus e Teresa Damásio.
- 57º programa - 11 de Maio de 2004 - Euro 2004 com a presença de Gilberto Madaíl, Luís Filipe Scolari, Laurentino Dias, General Leonel de Carvalho, Luís Cunha Ribeiro e Vítor Serpa.
- 58º programa - 18 de Maio de 2004 - Família com a presença de Bagão Félix, Maria de Belém Roseira, António Leuschner, Eduardo Sá, Isabel Stilwell e Rita Campos e Cunha
- 59º programa - 8 de Junho de 2004 - Futebol Clube do Porto com a presença de Jorge Nuno Pinto da Costa, Miguel Beleza, Luís Filipe Menezes e Pedro Burmester.
- 60º programa - 20 de Setembro de 2004 - O Novo Ano Lectivo com a presença de António Esteves Martins, Maria do Carmo Seabra, Adão da Fonseca, Carlos Fernandes da Silva, Guilherme de Oliveira Martins, António Teodoro, Fátima Bonifácio, João Cordeiro, José Trabuco, José Manuel Costa, Filipe Neves, Vasco Brito e Albino Almeida.
- 61º programa - 27 de Setembro de 2004 - O Estado da Saúde com a presença de Luís Filipe Pereira e Correia de Campos.
- 62º programa - 11 de Outubro de 2004 - Direita / Esquerda
- 63º programa - 18 de Outubro de 2004 - Ambiente com a presença de Luís Nobre Guedes, Pedro Silva Pereira e Luísa Schmidt.
- 64º programa - 25 de Outubro de 2004 - Lei do Arrendamento
- 65º programa - 1 de Novembro de 2004 - Bush / Kerry
- 66º programa - 8 de Novembro de 2004 - Arafat
- 67º programa - 15 de Novembro de 2004 - Stress e Depressão
- 68º programa - 22 de Novembro de 2004 - O Mar
- 69º programa - 29 de Novembro de 2004 - Casa Pia
- 70º programa - 6 de Dezembro de 2004 - Língua Portuguesa com a presença de Jorge Sampaio, Eduardo Marçal Grilo, Eduardo Prado Coelho e Simoneta Luz Afonso.
- 71º programa - 13 de Dezembro de 2004 - Humor com Almeida Santos, Raul Solnado, Nicolau Breyner, Nuno Artur Silva, Ricardo Araújo Pereira e Rui Cardoso Martins.
- 72º programa - 3 de Janeiro de 2005 - Expectativas Para 2005
- 73º programa - 10 de Janeiro de 2005 - Tsunami
- 74º programa - 17 de Janeiro de 2005 - O que Pensam os Senadores com a presença de Mário Soares, Francisco Pinto Balsemão, Adriano Moreira e Diogo Freitas do Amaral.
- 75º programa - 21 de Fevereiro de 2005 - Balanço Eleitoral
- 76º programa - 7 de Março de 2005 - Eutanásia
- 77º programa - 14 de Março de 2005 - Administração Pública com a presença de António Sousa, Vital Moreira, João de Deus Pinheiro e Diogo Vasconcelos.
- 78º programa - 21 de Março de 2005 - Venda Livre de Medicamentos
- 79º programa - 28 de Março de 2005 - Novo Código da Estrada
- 80º programa - 10 de Abril de 2005 - Criminalidade
- 81º programa - 25 de Abril de 2005 - Sociedade do Conhecimento
- 82º programa - 2 de Maio de 2005 - O Negócio da China em Portugal
- 83º programa - 9 de Maio de 2005 - Faça-se Justiça
- 84º programa - 16 de Maio de 2005 - Corrupção, Inimigo Sem Rosto
- 85º programa - 23 de Maio de 2005 - A Situação Financeira do País com a presença de Manuela Ferreira Leite, Eduardo Catroga, Joaquim Pina Moura e Francisco Murteira Nabo.
- 86º programa - 30 de Maio de 2005 - A Economia do País com a presença de Vieira da Silva; António Borges; Carvalho da Silva e Fernando Pacheco.
- 87º programa - 6 de Junho de 2005 - A Encruzilhada da Europa com a presença de Pacheco Pereira, Jorge Miranda, Ribeiro e Castro e Vital Moreira.
- 88º programa - 13 de Junho de 2005 - A morte de Álvaro Cunhal e Vasco Gonçalves
- 89º programa - 20 de Junho de 2005 - Contra Fogo
- 90º programa - 27 de Junho de 2005 - O toque a Rebate nas Contas Públicas
- 91º programa - 4 de Julho de 2005 - Verdade e Acção com a presença de Belmiro de Azevedo, Augusto Mateus, Epifânio da Franca, Henrique Neto e Joaquin Almunia.
- 92º programa - 29 de Agosto de 2005 - Incêndios - A Tragédia Repete-se
- 93º programa - 5 de Setembro de 2005 - A Vida Começa em Setembro com a presença de António Borges, José Medeiros Ferreira, Helena Matos e Vitor Martins.
- 94º programa - 12 de Setembro de 2005 - A Vida das Autarquias
- 95º programa - 19 de Setembro de 2005 - A Tropa em Revista com a presença de Luís Amado, Adriano Moreira, General Loureiro dos Santos e Almirante Vieira Matias.
- 96º programa - 26 de Setembro de 2005 - A Guerra dos Medicamentos com a presença de Correia de Campos, João Cordeiro, Pedro Nunes e Carlos Gouveia Pinto.
- 97º programa - 3 de Outubro de 2005 - Grau zero da Justiça
- 98º programa - 10 de Outubro de 2005 - O Dia Seguinte
- 99º programa - 17 de Outubro de 2005 - Orçamento de Estado com a presença de Teodora Cardoso, Silva Lopes, João César das Neves e João Borges Assunção.
- 100º programa - 24 de Outubro de 2005 - O Silêncio dos Inocentes
- 101º programa - 31 de Outubro de 2005 - Que Presidente?
- 102º programa - 7 de Novembro de 2005 - A cidade de Deus... e dos Homens com a presença de D. José Policarpo, Maria José Nogueira Pinto, António Pinto Leite e José Barata Moura.
- 103º programa - 14 de Novembro de 2005 - A Intifada Europeia Trinta e Sete Anos Depois
- 104º programa - 21 de Novembro de 2005 - A Educação do Nosso Descontentamento com a presença de Maria de Lurdes Rodrigues.
- 105º programa - 28 de Novembro de 2005 - Ota sim Ota não com a presença de Mário Lino, Carmona Rodrigues, Fernando Pinto, José Viegas e Ludgero Marques.
- 106º programa - 5 de Dezembro de 2005 - 25 de Novembro – A Vitória da Democracia com a presença de Ramalho Eanes, Otelo Saraiva de Carvalho, Sousa e Castro, Tomé Pinto e Júlio Castro Caldas.
- 107º programa - 12 de Dezembro de 2005 - O Que É Feito de Macau?
- 108º programa - 2 de Janeiro de 2006 - O Retrato Sociológico dos Portugueses com a presença de Filomena Mónica, Pacheco Pereira, Boaventura Sousa Santos e Miguel Portas.
- 109º programa - 9 de Janeiro de 2006 - O Fim das Ilusões  com a presença de Fernando Teixeira dos Santos, Carlos Moreira Silva, Miguel Beleza, Alberto Castro e Bettencourt Picanço.
- 110º programa - 16 de Janeiro de 2006 - A Alma da Nação com a presença de Nandim de Carvalho, José Adelino Maltês, Jacinto Lucas Pires, António Colimão, João Carlos Oliveira e Clara Pinto Correia.
- 111º programa - 23 de Janeiro de 2006 - O País em Mudança com a presença de André Gonçalves Pereira, Luís Salgado Matos, Rui Machete e João Caraça.
- 112º programa - 30 de Janeiro de 2006 -  As Reformas por um Fio com a presença de Jorge Braga de Macedo, Eugénio Ramos, Teresa Veiga, Miguel Gouveia, Ribeiro Mendes e Carvalho da Silva.
- 113º programa - 6 de Fevereiro de 2006 - As linhas da Discórdia com a presença de D. Manuel Clemente, Xeque David Munir, Ângelo Correia, Vasco Rato, António Afonso e Luís Afonso.
- 114º programa - 13 de Fevereiro de 2006 - O Show da OPA com a presença de Fernando Ulrich, Vitor Bento, Diogo Vaz Guedes, Murteira Nabo, Sérgio Figueiredo e Daniel Deusdado.
- 115º programa - 20 de Fevereiro de 2006 - A Lição do Desemprego com a presença de Francisco Van Zeller, Francisco Madelino, Graciete Cruz e António Manuel Figueiredo.
- 116º programa - 6 de Março de 2006 - O Medo ou a Responsabilidade de Informar
- 117º programa - 13 de Março de 2006 - Um Ano Depois... Para onde vai o País? com a presença de Carlos Carvalhas, Proença de Carvalho, Jorge Armindo e Francisco Sarsfield Cabral.
- 118º programa - 20 de Março de 2006 - Bola Furada com a presença de Cunha Leal, João Manuel Nabeiro, José Roquete, Bagão Félix, Pôncio Monteiro e Rui Santos.
- 119º programa - 27 de Março de 2006 - "É a cultura, estúpido!" com a presença de Isabel Pires de Lima, António Pinto Ribeiro, João Mota, Paulo Branco, David Ferreira, Rui Mendes e Diogo Infante.
- 120º programa - 3 de Abril de 2006 - A Reforma do Estado com a presença de Teixeira dos Santos, Otávio Teixeira, Nogueira Leite e Carlos Abreu Amorim.
- 121º programa - 10 de Abril de 2006 - O Choque das religiões com a presença de Vieira da Silva, Bagão Félix, Carlos Pereira da Silva e João Ferreira do Amaral.
- 122º programa - 1 de Maio de 2006 - Salvar as Reformas
- 123º programa - 8 de Maio de 2006 - Os Novos Colonizadores
- 124º programa - 15 de Maio de 2006 - A Hora do Parto
- 125º programa - 22 de Maio de 2006 - Onde Está a Verdade?
- 126º programa - 29 de Maio de 2006 - Por Onde Vai o País?
- 127º programa - 3 de Setembro de 2006 - Quem Manda no Futebol?
- 128º programa - 11 de Setembro de 2006 - O Medo do Terrorismo Global
- 129º programa - 18 de Setembro de 2006 - O Exame Final
- 130º programa - 25 de Setembro de 2006 - Portugal e Espanha
- 131º programa - 2 de Outubro de 2006 - Quem Garante a nossa Reforma
- 132º programa - 9 de Outubro de 2006 - A Verdade dos Factos
- 133º programa - 16 de Outubro de 2006 - As Finanças locais
- 134º programa - 23 de Outubro de 2006 - Choque Eléctrico
- 135º programa - 30 de Outubro de 2006 - Aborto
- 136º programa - 6 de Novembro de 2006 - A Prova dos nove com a presença de Teixeira dos Santos, Medina Carreira, Octávio Teixeira e Daniel Bessa.
- 137º programa - 13 de Novembro de 2006 - Doenças novas e emergentes com a presença de
- 138º programa - 20 de Novembro de 2006 - A Banca de todos nós com a presença de
- 139º programa - 27 de Novembro de 2006 - O Futuro do Ensino Superior
- 140º programa - 4 de Dezembro de 2006 - A Maioria Silenciosa dos Militares
- 141º programa - 11 de Dezembro de 2006 - Lisboa sob Fogo Cruzado
- 142º programa - 8 de Janeiro de 2007 - Juventude Inquieta com a presença de Daniel Sampaio, José Barata Moura, Carla da Cruz Mouro e Sam the kid.
- 143º programa - 15 de Janeiro de 2007 - Onde Estão os Resultados?
- 144º programa - 22 de Janeiro de 2007 - Entre a Lei e o Coração
- 145º programa - 29 de Janeiro de 2007 - A Grande Decisão
- 146º programa - 5 de Fevereiro de 2007 - Este Ministério Público ou Muda ou Desaparece
- 147º programa - 12 de Fevereiro de 2007 - Justiça sob suspeita
- 148º programa - 26 de Fevereiro de 2007 - Pela sua Saúde
- 149º programa - 5 de Março de 2007 - Viagem ao Mundo da Droga
- 150º programa - 12 de Março de 2007 - O Sistema em movimento
- 151º programa - 19 de Março de 2007 - A Televisão em Portugal
- 152º programa - 26 de Março de 2007 - OTA – A Questão Técnica
- 153º programa - 16 de Abril de 2007 - O Que Valem as Privadas?
- 154º programa - 23 de Abril de 2007 - Livro de Reclamações
- 155º programa - 30 de Abril de 2007 - Um Problema de Peso
- 156º programa - 7 de Maio de 2007 -  Choque de valores
- 157º programa - 14 de Maio de 2007 - O Rapto
- 158º programa - 21 de Maio de 2007 - Os Corredores do Poder
- 159º programa - 4 de Junho de 2007 - OTA ou Poceirão
- 160º programa - 11 de Junho de 2007 - Os Novos Escravos do Trabalho
- 161º programa - 18 de Junho de 2007 - O Impasse Europeu
- 162º programa - 24 de Setembro de 2007 - Vidas Electrónicas
- 163º programa - 1 de Outubro de 2007 - Quem Decide pelos Mais Pequenos?
- 164º programa - 29  de Outubro de 2007 - Millenium BPI
- 165º programa - 5 de Novembro de 2007 - As Contas Dos Portugueses
- 166º programa - 12 de Novembro de 2007 - Futebol Tecnológico
- 167º programa - 19 de Novembro de 2007 - Porque Não Te Calas?
- 168º programa - 26 de Novembro de 2007 - O Trabalho
- 169º programa - 3 de Dezembro de 2007 - Tempo para Nascer!
- 170º programa - 10 de Dezembro de 2007 - Tratado De Lisboa
- 171º programa - 7 de Janeiro de 2008 - Para onde vai a Saúde?
- 172º programa - 14 de Janeiro de 2008 - Alcochete - As consequências da decisão
- 173º programa - 21 de Janeiro de 2008 - Cigarros Apagados
- 174º programa - 28 de Janeiro de 2008 - Optimismo ou Pessimismo
- 175º programa - 11 de Fevereiro de 2008 - O Que Pensam os Portugueses da Justiça?
- 176º programa - 18 de Fevereiro de 2008 - A Terceira Travessia
- 177º programa - 24 de Fevereiro de 2008 - A Educação
- 178º programa - 3 de Março de 2008 - A Educação na Hora da Verdade
- 179º programa - 10 de Março de 2008 - Rei ou Presidente? com a presença de Paulo Teixeira Pinto, António Reis e Medeiros Ferreira.
- 180º programa - 17 de Março de 2008 - A confiança dos Portugueses? com a presença de Manuel Pinho, Fernando Ulrich, António Mexia, Carlos Martins e António Nogueira Leite.
- 181º programa - 31 de Março de 2008 - Da Palmatória ao Empurrão
- 182º programa - 7 de Abril de 2008 - Terceira Travessia: O Debate Final
- 183º programa - 14 de Abril de 2008 - A nova Língua Portuguesa
- 184º programa - 21 de Abril de 2008 - Crise no PSD
- 185º programa - 28 de Abril de 2008 - Novo Código do Trabalho com a presença de José Vieira da Silva, João Correia, Manuel Carvalho da Silva, João Proença e António Saraiva.
- 186º programa - 5 de Maio de 2008 - Fim da Comida Barata
- 187º programa - 12 de Maio de 2008 - O Apito final com a presença de Laurentino Dias, Valentim Loureiro, Dias da Cunha, e Cunha Leal.
- 188º programa - 19 de Maio de 2008 - Quem Trava o Aumento dos Combustíveis?
- 189º programa - 26 de Maio de 2008 - Como Vamos Resistir? com a presença de Teodora Cardoso, António Nogueira Leite, Medina Carreira e Sérgio Ribeiro.
- 190º programa - 2 de Junho de 2008 - Barcos em Terra... Bancas sem Peixe!
- 191º programa - 16 de Junho de 2008 - Coesão ou Alienação
- 192º programa - 30 de Junho de 2008 - Que Estratégias para Portugal?
- 193º programa - 7 de Julho de 2008 - O Estado da Saúde em Portugal
- 194º programa - 14 de Julho de 2008 - A Sociedade da Nação
- 195º programa - 29 de Setembro de 2008 - Divórcio
- 196º programa - 6 de Outubro de 2008 - As nossas poupanças estão seguras?
- 197º programa - 13 de Outubro de 2008 - Respostas aos dias de incertezas! (Banca)
- 198º programa - 20 de Outubro de 2008 - Veredicto da sociedade
- 199º programa - 27 de Outubro de 2008 - O valor da casa [1]
- 200º programa - 3 de Novembro de 2008 - O novo inquilino da Casa Branca [2]
- 201º programa - 10 de Novembro de 2008 - O regresso das nacionalizações [3]
- 202º programa - 17 de Novembro de 2008 - A batalha de Lisboa (contentores)
- 203º programa - 24 de Novembro de 2008 - Suspensão ou simplificação [Educação][4]

### 2018
| #  | Dia de exibição | Tema principal           | Assuntos debatidos | Convidados                                                                                             | Representantes da Sociedade Civil | Localização           |
| -- | --------------- | ------------------------ | --- | --- | --- | --------------------- |
| 1º | 8 de janeiro    | Financiamento Partidário | - Alegado secretismo na aprovação da lei; - O veto presidencial à lei; - O alargamento da isenção do IVA aos partidos políticos; - Remoção do teto da angariação de donativos. | António Carlos Monteiro, António Filipe, André Silva, Luís Fazenda, Jorge Lacão e Carlos Abreu Amorim. | Pedro Adão e Silva (comentador), João Paulo Batalha (Associação Cívica Transparência e Integridade), Susana Tavares da Silva (professora de Direito Fiscal) e André Veríssimo (diretor do Jornal de Negócios). | Fundação Champalimaud |